# Yume Miru Kusuri: A Drug That Makes You Dream
Yume Miru Kusuri: A Drug That Makes You Dream (яп. ユメミルクスリ Юмэмирукусури, рус. Лекарство от грёз) — визуальный роман в жанре эроге, созданный и выпущенный студией Ruf. Роман первоначально был выпущен на японском языке 22 декабря 2005 года и был переведён на английский язык компанией Peach Princess. Новелла была написана сценаристом Ромео Танакой и иллюстрирована Киётакой Хаимурой. По словам Питера Пейна, основателя JAST USA, сценарист пытался исследовать темы, актуальные в Японии для учеников старшей школы.

## Сюжет
Протагонистом произведения является Кохэй Кагами — японский ученик старшей школы с отличными оценками и нормальной социальной жизнью, при этом чувствующий себя пустым и безликим. История начинает развиваться в тот поворотный момент, когда в его жизни появляются три девочки, которые имеют больше проблем, чем он сам. Они встречают его и превращают его жизнь в аттракцион эмоций. Кохэй должен выбрать одну из них, чтобы спасти их от собственных проблем и отчаяния.
Сюжет следует основному руту первую половину игры. Кохэй плывет по течению жизни и дружит с тремя девушками: Аэкой, Мизуки и Нэкоко.

## Выход игры
Ruf первоначально выпустила игру для Японии 22 декабря 2005 года и была переиздана 19 марта 2009 года. Игра была переведена на английский компанией Peach Princess 25 апреля 2007 года. Переводом на русский язык занималась студия Honyaku-Subs.

## Персонажи

### Главные персонажи
Кохэй Кагами (яп. 加々見 公平 Кагами Ко:хэй)
Кохэй — обычный японский ученик старшей школы. Он является протагонистом новеллы. Периодически у него возникают галлюцинации, в которых он слышит звук проезжающего поезда. А также он является приёмным ребёнком, из-за чего ему трудно воспринимать его приёмных родителей как любящих его людей. Работает в небольшом магазине.
Аэка Шираки (яп. 白木 あえか Шираки Аэка)
Озвучена Сихо Кавагари.
Аэка является тихой и спокойной девочкой, а также объектом травли и проблем в её классе, обычно устраиваемых Кёкой. Её одноклассники смеются над ней или игнорируют её, даже если прямо не вовлечены в её травлю. Также она страдает от серьёзных проблем с родителями.
Мизуки Киримия (яп. 桐宮 弥津紀 Киримия Мидзуки)
Озвучена Рёко Танакой.
Мизуки — глава школьного совета. Для людей, которые её не знают, она — образец для подражания, к которому надо стремиться. Для тех, кто знает её лучше, она предстаёт в более худшем свете: она может быть ленивой и строгой, так как она обычно сваливает всю работу на других. Мизуки происходит из богатой семьи, а также она не видит собственного будущего, даже в пределах одного дня.
Котофея Некоко (яп. ケットシー・ねこ子 Кэттоси: Нэкоко)
Озвучена Каё Нагатой.
Однажды Кохэй обнаруживает Нэкоко рядом с его местом работы. Она говорит о том, что она фея, а также просит Кохея о помощи в нахождении «страны фей». Её реальная проблема становится ясна для Кохея, когда он узнаёт еще ближе.

### Второстепенные персонажи
Мисаки Саяма (яп. 狭山 みさき Саяма Мисаки)
Озвучена Рико Хирай.
Мисаки — подруга Кохея. Она не хочет, чтобы Кохэй связывался с Аэкой, так как не хочет, чтобы он стал очередной жертвой травли со стороны Кёки. Несмотря на это, у неё есть сочувствие к Аэке. Иногда спорит с Такеши.
Такеши Иоги (яп. 井荻 剛史 Иоги Такеши)
Озвучена Митихико Хаги.
Такеши — друг Кохея. Он игнорирует всё, что происходит в классе, будучи ленивым и равнодушным человеком, несмотря на то, что знает ситуацию с Аэкой. Он проявляет меньше сочувствия к ней, чем Мисаки. Иногда конфликтует с ней.
Кёка Нандзё (яп. 南条 京香 Нандзё: Кё:ка)
Озвучена Каной Ёсикавой.
Ученица в классе Кохея. Она затаила обиду на Аэку, что является причиной её травли со стороны Кёки. Она любит флиртовать со всеми, особенно с Кохэем, будучи довольно дружелюбной к нему. Он не любит её и считает очень своенравной и жестокой, за что даёт ей кличку «Антуанетта».
Ая Кагами (яп. 加々見 綾 Кагами Ая)
Озвучена Каори Судзумото.
Ая — приёмная сестра Кохэя. Она часто становится объектом шуток Кохея из-за её плоскогрудости. Ходили слухи, что её рут также был сделан, но он был вырезан до выпуска игры в Японии.
Хирофуми Цубаки (яп. 椿 弘文 Цубаки Хирофуми)
Озвучен Таниямой Кисё.
Хирофуми работает менеджером в магазине, где также работает Кохэй. У него весьма приятельские отношения с главным героем. Цубаки является гомосексуалом, в связи с чем он часто дразнит Кохея в игровой манере, хоть и не домогается до него всерьёз. Он постоянно предлагает Кохею поиграть в эроге, которые нравятся Цубаки, несмотря на его сексуальную ориентацию.
Гайто Якусидзи (яп. 薬師寺 概人 Якусидзи Гайто)
Гайто — ученик мужского пола, который был отстранён от занятий на долгое время перед его возвращением в школу. Он является парнем Кёки, но, несмотря на это, она пытается отдалиться от него. Он пытался изменить ей с Аэкой в прошлом, что привело к жестокому отношению к ней со стороны Нандзё.

## Рут Аэки
Если игрок выберет этот рут, Кохэй начнёт обращать больше внимания на Аэку, которая является изгоем в её классе. Он начинает дружить с ней, не особо задумываясь о своей ситуации, но после неудачной попытки суицида со стороны Аэки, протагонист решает начать с ней сексуальные отношения, чтобы таким образом помочь Аэке с её проблемами. По мере развития событий, их чувства начинают развиваться и Кохэй дистанцируется от своих одноклассников, решаясь остаться с Аэкой.

### Хорошая концовка рута Аэки
С помощью Кохея, Аэка становится сильнее и в итоге атакует и почти убивает Антуанетту во время попытки её изнасилования парнем Кёки. После этого инцидента Кохэй и Аэка уходят из школы и её принимают в свою семью родители Кохея. Влюблённые планируют получать образование, а также в будущем становиться всё более независимыми.

### Плохая концовка рута Аэки
Однажды, Аэка неожиданно исчезает. Кохэй узнаёт, что она ещё раз попыталась покончить с жизнью, спрыгнув с крыши школы. Она выживает, но к концу игры её состояние становится критичным. Более того, теперь Кохэй становится новой жертвой травли со стороны Антуанетты.

## Рут Мизуки
Если игрок выберет этот рут, Кохэй вступит в отношения с президентом школьного совета, Мизуки Киримией. После поездки в Гонконг, употребления кокаина и практикования секса с удушением, Кохэй вместе с Мизуки возвращаются в Японию. По приезде он сталкивается с последствиями своих действий и пытается поддерживать отношения с Мизуки.

### Хорошая концовка рута Мизуки
После страстной ночи, проведённой вместе, Мизуки исчезает. Кохэй становится новым президентом школьного совета и никто, кроме него, не беспокоится о судьбе бывшего президента. Спустя полгода после исчезновения, Кохэй возвращается домой и видит там Мизуки, ожидающую его. Она сообщает ему о том, что она беременна от него и то, что её семья отреклась от неё. Семья Кохея принимает её в свой дом.. Она переезжает в дом Кохея и рожает ему дочь.

### Плохая концовка рута Мизуки
После страстной ночи, проведённой вместе, Мизуки исчезает. Кохэй становится новым президентом школьного совета и никто, кроме него, не беспокоится о судьбе бывшего президента. Он даже нанял частного детектива, чтобы он смог найти её, но результат был неутешительным: Мизуки умерла от преэклампсии. Она была похоронена в безымянной могиле, и таким образом была стёрта из памяти у всех людей, окружавших её.

## Рут Нэкоко
Если игрок выберет этот рут, Кохэй вступит в отношения с девочкой, зовущей себя Котофея Нэкоко, которая хочет найти свою родину: страну фей. Кохэй решает помочь ей, дабы скрасить своё существование. Он считает, что Нэкоко просто сумасшедшая, но после того, как он видит Нэкоко, употребляющую порошок, который она зовёт «ангельской пылью», он понимает, что она зависима от наркотиков. Кохэй пытается помочь ей с зависимостью. Ближе к концовке у Нэкоко кончается запас её наркотика и, во время того, как она залезла на дерево в центре городской площади, его действие заканчивается. Нэкоко в ужасе от той ситуации, в которой она находится. В сцене, когда появляются её родители, Кохэй видит, что Нэкоко — это Хироко, стеснительная и тихая библиотекарша, которая начала принимать наркотики, чтобы сбежать от реальности. Кохэй и Нэкоко сбегают от них, принимают наркотик и взбираются по тому же дереву, веря, что они смогут увидеть «страну фей», которая появится в небесах над ними. Нэкоко спрашивает Кохея, составит ли он ей компанию. Он отвечает ей отказом.

### Хорошая концовка рута Нэкоко
Нэкоко отворачивается от небес, говоря, что «страна фей» не сможет быть реальной страной фей, если Кохэй не присоединится к ней. Они спускаются с дерева и она, по всей видимости, возвращается домой, чтобы избавиться от зависимости. Проходит два года. Однажды, Кохэй видит рекламу на телевизоре о новом парке развлечений, названным «Волшебная страна Котофеи». Более того, он получает два приглашения на церемонию открытия. Кохэй думает, что он сможет узнать больше о Нэкоко, но нигде не находит её. Внезапно, по внутренней связи парка ему говорит идти к чёртову колесу, где он и встречает Нэкоко. Она рассказывает ему о том, как избавилась от зависимости и открыла свой парк. Они обещают вечно любить друг друга.

### Плохая концовка рута Нэкоко
Нэкоко входит в страну фей и исчезает, скорее всего, на самом деле убив себя при падении с дерева. Проходят месяцы, а о Нэкоко ничего не слышно. Полиция расследует это дело и несколько раз опрашивает Кохея, но безрезультатно, ибо у него нет новой информации. Однажды, когда он выходит на улицу, он слышит в толпе людей знакомый голос, похожий на голос Нэкоко и мельком видит её, но позже упускает из виду. Кохэй размышляет о том, что это могла быть простая галлюцинация и он начинает сильно сожалеть о том, что не присоединился к ней. После этого он желает найти «страну фей» для себя.

## Использованные ссылки
1. ↑  Payne, Peter. Peach Princess Forums. Дата обращения: 19 октября 2007. Архивировано из оригинала 19 февраля 2009 года.
2. ↑  Yume Miru Kusuri :: A Drug That Makes You Dream. vndb.org. Дата обращения: 30 января 2021. Архивировано 12 февраля 2021 года.
3. ↑  Yume Miru Kusuri. Data. GameFAQs. Дата обращения: 28 июля 2009. Архивировано 29 мая 2009 года.
4. ↑  Yume Miru Kusuri. Русский перевод. Дата обращения: 30 января 2021. Архивировано 10 апреля 2021 года.
5. ↑  Yume Miru Kusuri Characters. Anime Characters Database. Дата обращения: 6 ноября 2014. Архивировано 5 марта 2021 года.